# نقائية
النقائية أو الصفائية هي حركة فنية قامت بين عامي 1918-1925 في فرنسا وأثرت على الرسم والعمارة الفرنسية. أسست في محاولة لإعادة النظام إلى فرنسا التي مزقتها الحرب العالمية الأولى.

## الروح الجديدة

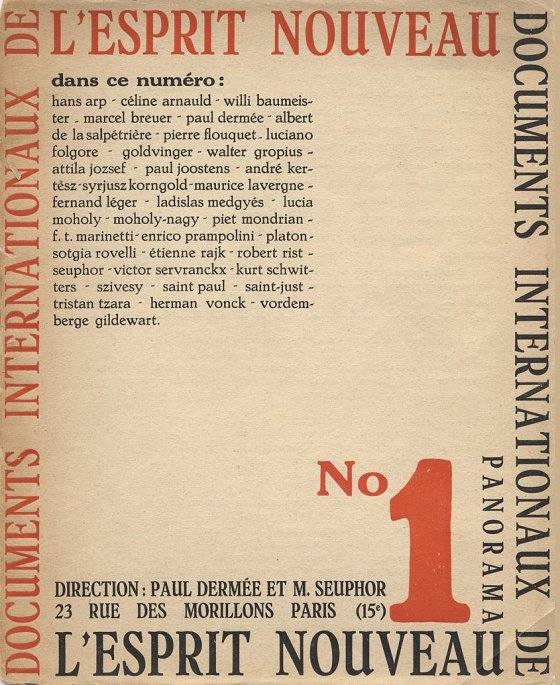
الروح الجديدة، رقم 1، أوكتوبر 1920. حررها بول ديرميه وميشيل سوفور، ولاحقاً لو كوربوزييه وأميديه أوزنفان. تم نشرها من قبل منشورات الروح الجديدة، باريس.

أسس أوزنفان ولو كوربوزييه مجلة فنية بعنوان الروح الجديدة امتد نشاطها بين عامي 1920-1925 واستخدماها لنشر أفكارهما وللدعاية لمدرستهما الفنية.

## البيان الرسمي للنقائية
نشر أوزنفان ولو كوربوزييه عام 1918 بياناً بعنوان ما بعد التكعيبية يقولان فيه أن المتعة القصوى التي تختبرها الروح البشرية هي إدراك النظام، وأن أقصى درجات الرضى تُنال في البحث عن هذا النظام وفي استشعار أننا جزء منه.
يوضح البيان منطلقات هذه الحركة وفق مايلي:
- النقائية لا تنوي أن تكون فناً علمياً، وهي ليست كذلك بأي شكل من الأشكال.
- التكعيبية قد أضحت فناً تزيينياً للزخرفة الرومنسية.
- للفنون تسلسل هرمي: الفن التزيينيي يقع في القاع، والشكل الإنساني في القمة.
- إن جودة الرسم تأتي من الصفات الجوهرية لموادها البلاستيكية، لا بإمكاناتها التمثيلية أو السردية.
- ترغب النقائية في أن تتصور بوضوح، وتنفذ بإخلاص، بدقة وبدون خداع؛ إنها تهجر المفاهيم المضطربة. الفن الجاد يجب أن يبعد كل الأساليب غير الوفية للقيمة الحقيقية للتصور.
- يتشكل الفن، قبل أي شيء آخر، من تصور.
- التقنية هي مجرد أداة متواضعة في خدمة التصور.
- النقائية تخشى الغريب والأصلي. إنها تسعى إلى العنصر النقي لتعيد تشكيل لوحات منتظمة لتبدو حقائق من الطبيعة ذاتها.
- يجب على الأسلوب أن يراعي عدم إعاقة التصور.
- لا تعتقد النقائية أن العودة إلى الطبيعة تعني نسخ الطبيعة.
- تعترف النقائية أن كل تشويه يُبرَّر بالبحث عن اللامتغير.
- كل الحريات مقبولة في الفن، باستثناء ماهو غير واضح منها.